# Mistrzostwa Świata w Szermierce 1954
Mistrzostwa Świata w Szermierce 1954 – 24. edycja mistrzostw odbyła się w mieście Luksemburg.

## Klasyfikacja medalowa
| Lp. | Państwo | złoto | srebro | brąz | Razem |
| --- | ------- | ----- | ------ | ---- | ----- |
| 1   | Włochy  | 3     | 3      | 2    | 8     |
| 2   | Węgry   | 3     | 2      | 2    | 7     |
| 3   | Francja | 1     | 1      | 4    | 6     |
| 4   | Dania   | 1     | -      | -    | 1     |
| 5   | Polska  | -     | 1      | -    | 1     |
| -   | Szwecja | -     | 1      | -    | 1     |

## Medaliści

### Mężczyźni
| Złoto | Srebro | Brąz |
| Floret | | |
| Christian d’Oriola | Edoardo Mangiarotti | Giancarlo Bergamini                                                                                                  |
| Włochy · Giancarlo Bergamini · Manlio Di Rosa · Roberto Ferrari · Edoardo Mangiarotti · Renzo Nostini · Antonio Spallino    | Francja · Claude Bancilhon · René Cintrat · Roger Closset · Christian d’Oriola · Claude Netter · Adrien Rommel           | Węgry · Aladár Gerevich · József Gyuricza · József Marosi · Endre Palócz · Bertalan Szöcs · Endre Tilli              |
| Szpada | | |
| Edoardo Mangiarotti | Carlo Pavesi | Franco Bertinetti |
| Włochy · Giorgio Anglesio · Franco Bertinetti · Giuseppe Delfino · Armando Dellantonio · Carlo Pavesi · Edoardo Mangiarotti | Szwecja · Per Carleson · Sven Fahlman · Carl Forssell · Bengt Ljungquist · Berndt-Otto Rehbinder · Nils Rydström         | Francja · Daniel Dagallier · Yves Dreyfus · Maurice Huet · Armand Mouyal · Jean-Pierre Muller · Claude Nigon         |
| Szabla | | |
| Rudolf Kárpáti | Pál Kovács | Tibor Berczelly |
| Węgry · Tibor Berczelly · Aladár Gerevich · Rudolf Kárpáti · Pál Kovács · Dániel Magay · Bertalan Papp                      | Polska · Jerzy Pawłowski · Wojciech Zabłocki · Zygmunt Pawlas · Jerzy Twardokens · Andrzej Piątkowski · Marian Kuszewski | Francja · Jean Brousse · Jacques Lefèvre · Jean Levavasseur · Bernard Morel · Jacques Roulot · Jean-François Tournon |

### Kobiety
| Złoto | Srebro                                                                                      | Brąz |
| Floret |                                                                                             | |
| Karen Lachmann                                                                                            | Ilona Elek                                                                                  | Renée Garilhe |
| Węgry · Ilona Elek · Margit Elek · Katalin Kiss · Magdolna Nyári-Kovács · Zsuzsanna Morvay · Magda Zsabka | Włochy · Irene Camber · Velleda Cesari · Bruna Colombetti · Vera Mantovani · Silvia Strukel | Francja · Kate Bernheim · Renée Garilhe · Françoise Gouny · Marguerite Lavagne · Françoise Mailliard · Régine Veronnet |